# Cabalgata fin de semana
Cabalgata fin de semana fue un programa radiofónico emitido en España por la Cadena SER durante los años cincuenta y sesenta del siglo XX.

## Historia
El programa contaba con un precedente, titulado Fin de semana y comenzó a emitirse el 27 de julio de 1951, conducido por el locutor chileno Bobby Deglané, acompañado por María Ángeles Herranz.
El programa se emitía la noche de los sábados desde las 22'30 horas hasta pasada la una de la madrugada y sentó las bases de un género hasta el momento desconocido en España: los programas de variedades y espectáculo e introducía en el país el concepto de la radio como entretenimiento.
En Cabalgata fin de semana cabían entrevistas, música, concursos, humor, crítica literaria y cinematográfica y deporte. 
Tras la marcha de Bobby Deglané a Radio España, el programa pasó a ser presentado por José Luis Pécker.
Entre las celebridades que trabajaron en el programa, figuran el meteorólogo Mariano Medina, en su primera experiencia en medios de comunicación, acuñándose la expresión El hombre del tiempo, mantenida ya en el lenguaje habitual de los españoles o los humoristas Tip y Top (Luis Sánchez Polack y Joaquín Portillo).
En 1954 Deglané obtuvo el Premio Ondas por el programa.
- Datos: Q5737796